# André-Jean Lebrun

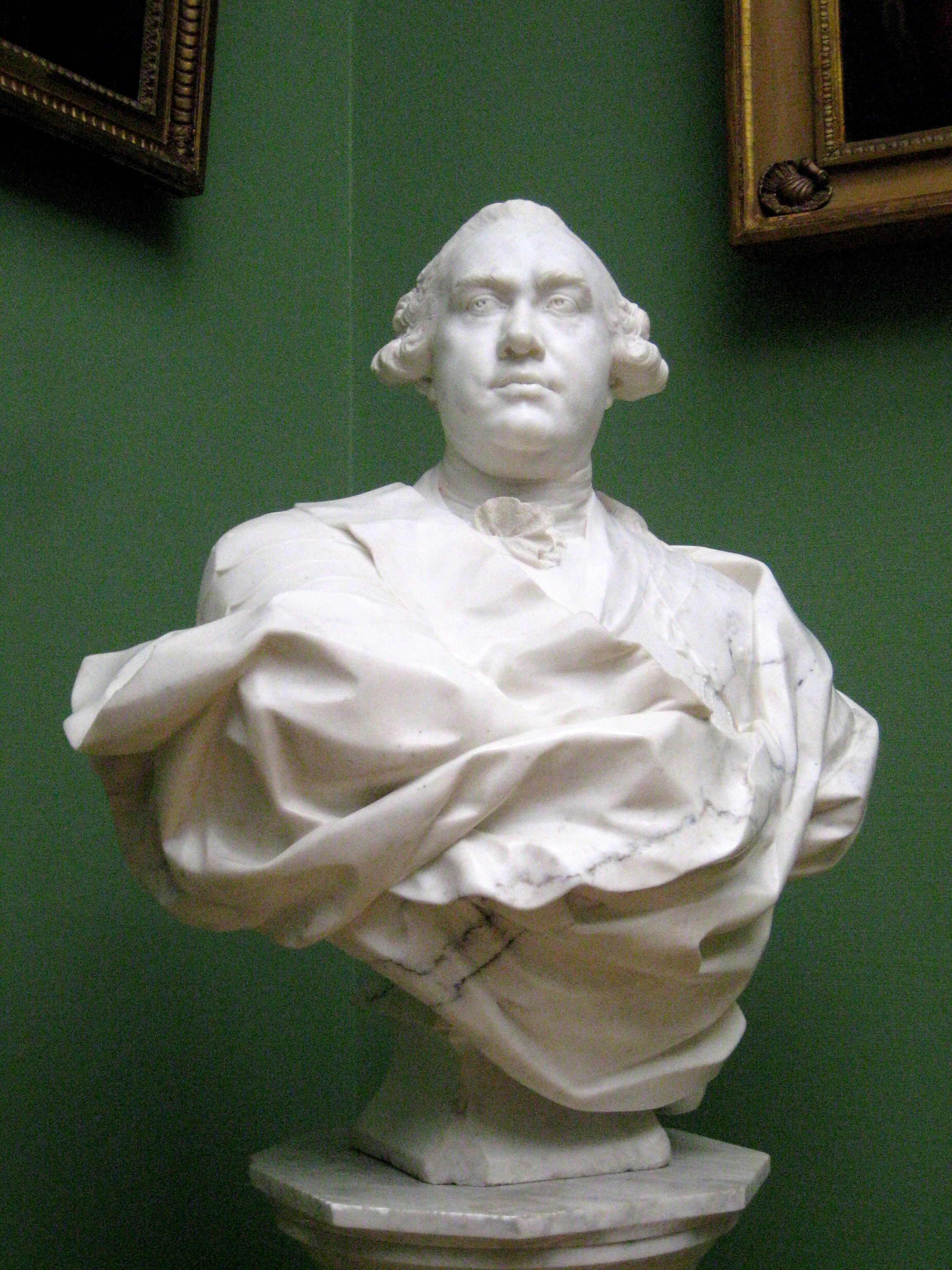
Kyrylo Rozumovskyi (1766), Galería Tretyakov, Moscú.

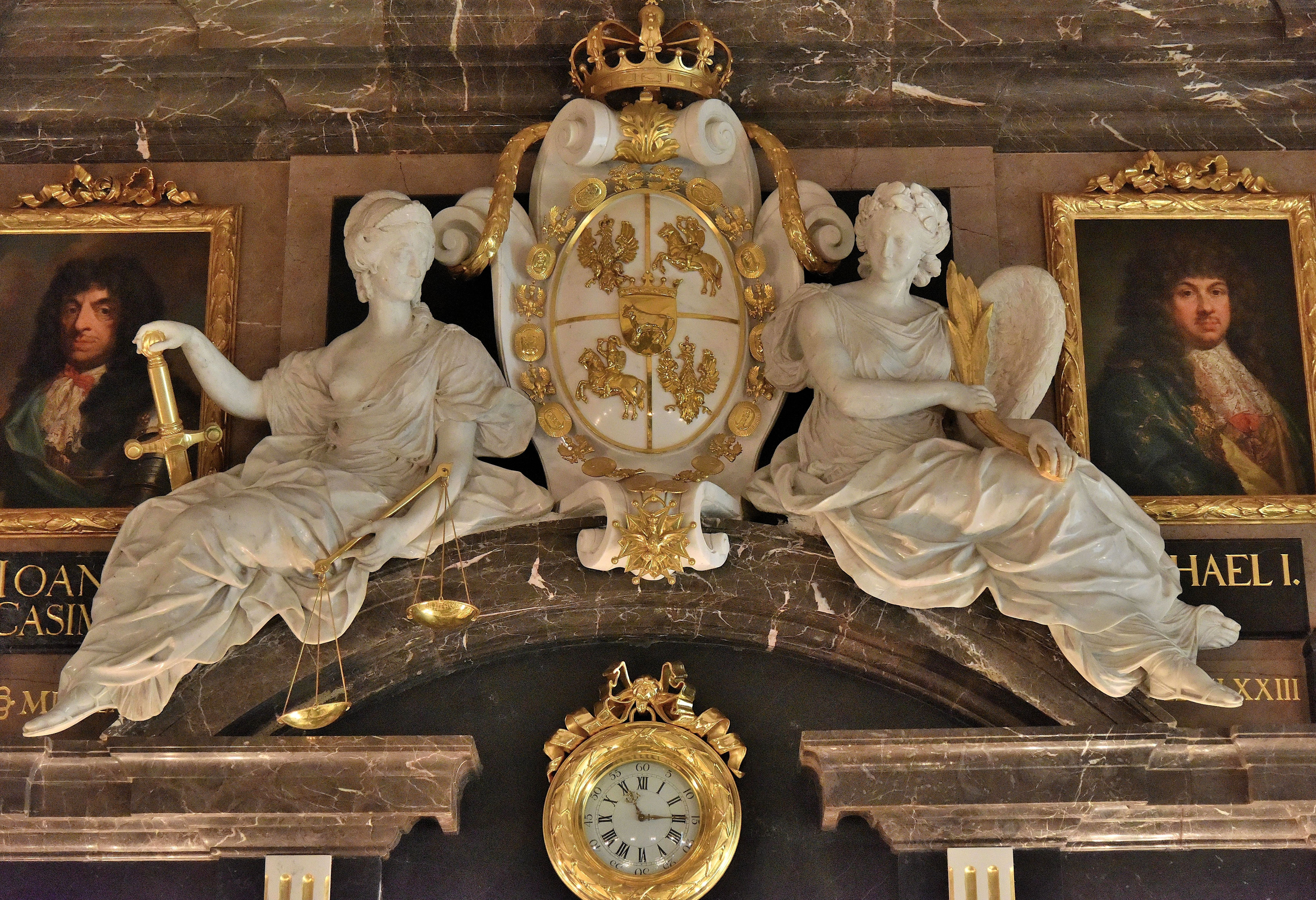
Alegorías de la Justicia y la Paz (1771), en la Habitación del Mármol del Castillo Real de Varsovia.

André-Jean Lebrun o André Le Brun (París, 1737-Vilna, 1811) fue un escultor francés.
Estudió con Jean-Baptiste Pigalle. Ganó el Grand Prix de la Académie royale de peinture et de sculpture en 1756. Se vinculó al escultor Pierre-François Berruer, ganando una estancia en la Villa Medici de Roma. Allí realizó varias estatuas (entre ellas, una de Judith y un busto del papa Clemente XIII -datado en 1768-) para la Basílica de los Santos Ambrosio y Carlos en el Corso.
Fue nombrado miembro de la Académie de Saint-Luc y la Académie de Marseille.
Lebrun fue llamado a Polonia por recomendación de Madame Geoffrin. Allí fue nombrado escultor jefe por el rey Estanislao II Poniatowski. También trabajó en la corte rusa de San Petersburgo, donde realizó un busto de la emperatriz Maria Feodorovna (Sofía Dorotea de Wurtemberg). En 1804 fue nombrado profesor de escultura en la Universidad de Vilna.

## Obras

### Dibujos
En el Museo del Louvre se convervan tres dibujos:
- Trois jeunes femmes drapées à l'antique, dansant devant un buste
- Composition allégorique avec Athéna
- Neptune tenant son trident, dans un médaillon orné

### Esculturas
- Estatua de David, Basílica de los Santos Ambrosio y Carlos en el Corso, Roma.
- Busto del conde Kirill Razumovsky, (1766), mármol. Galería Tretyakov, Moscú.
- Busto del cardenal Giuseppe Maria Feroni (1767), mármol. Metropolitan Museum of Art, Nueva York.
- Busto del rey Estanislao Augusto II Poniatowski (1784), Castillo Nuevo, Hrodna, Bielorrusia.